# Suur-Nõmmküla
Koordinaten: 59° 5′ N, 23° 37′ O
Suur-Nõmmküla (schwedisch Klottorp, deutsch (Groß-) Nömmküll) ist ein Dorf (estnisch küla) in der Landgemeinde Lääne-Nigula (bis 2017: Landgemeinde Noarootsi) im Kreis Lääne in Estland.

## Einwohnerschaft und Lage
Der Ort hat neun Einwohner (Stand 31. Dezember 2011). Er liegt fünfzehn Kilometer nordöstlich der Landkreishauptstadt Haapsalu.
Der Ortsname ist offiziell zweisprachig estnisch und schwedisch, da das Dorf bis zum Zweiten Weltkrieg zum traditionellen Siedlungsgebiet der Estlandschweden gehörte.

## Geschichte
Das Dorf wurde erstmals 1520 unter dem Namen Klotdorp urkundlich erwähnt. 1536 ist es als Klopdorp mit einer schwedischen Bevölkerung belegt. 1620 entstand der Hof Nömkül. Er gehörte ab 1813 der adligen Familie Taube.